# リッチモンド国際空港
リッチモンド国際空港（リッチモンドこくさいくうこう、英: Richmond International Airport）は、アメリカ合衆国バージニア州リッチモンドの東郊約10kmに位置する国際空港。

## 施設
空港の敷地面積は約1012haである。旅客ターミナルには搭乗口が22箇所ある。

## 主な航空会社
| 航空会社                   | 就航地                                                            |
| -------------------------- | ----------------------------------------------------------------- |
| アメリカン航空             | ダラス                                                            |
| アメリカン・イーグル       | シャーロット、シカゴ（オヘア）、フィラデルフィア、マイアミ        |
| デルタ航空                 | アトランタ                                                        |
| デルタ・コネクション       | シンシナティ、ニューヨーク（JFK）、ミネアポリス、デトロイト       |
| ユナイテッド航空           | シカゴ（オヘア）                                                  |
| ユナイテッド・エクスプレス | シカゴ（オヘア）、ダレス                                          |
| サウスウエスト航空         | シカゴ・ミッドウェー                                              |
| ジェットブルー航空         | ボストン、フォートローダーデール、ニューヨーク（JFK）、オーランド |
| スピリット航空             | フォートローダーデール                                            |
| アレジアント航空           | ナッシュビル                                                      |
| エア・カナダJazz           | トロント                                                          |